# كين ديكسون
كين ديكسون (بالإنجليزية: Ken Dixon)‏ هو لاعب كرة قاعدة أمريكي، ولد في 17 أكتوبر 1960 في Monroe, Virginia ‏ في الولايات المتحدة.

## روابط خارجية
- كين ديكسون على موقعبيزبول رفرنس.كوم (الدوري الرئيسي) (الإنجليزية)
- كين ديكسون على موقعبيزبول رفرنس.كوم (الدوري الثانوي) (الإنجليزية)